# Pachycladon radicata
Pachycladon radicata là một loài thực vật có hoa trong họ Cải. Loài này được (Hook. f.) Heenan & A.D.Mitch. mô tả khoa học đầu tiên năm 2002.